# Kühne Logistics University
KLU (Kühne Logistics University) är ett statligt ackrediterat universitet baserat i Hamburg, Tyskland, som utbildar ledare med ett starkt verksamhetstänk och en kompetens som bygger på universitetets nyckelkompetensområden – digital transformation, hållbarhet och entreprenörskap. Med stöd av Kühne Foundation främjar KLU särskilt logistic och hantering av leveranskedjor genom sin forsknings- och undervisningsverksamhet.

## Historia

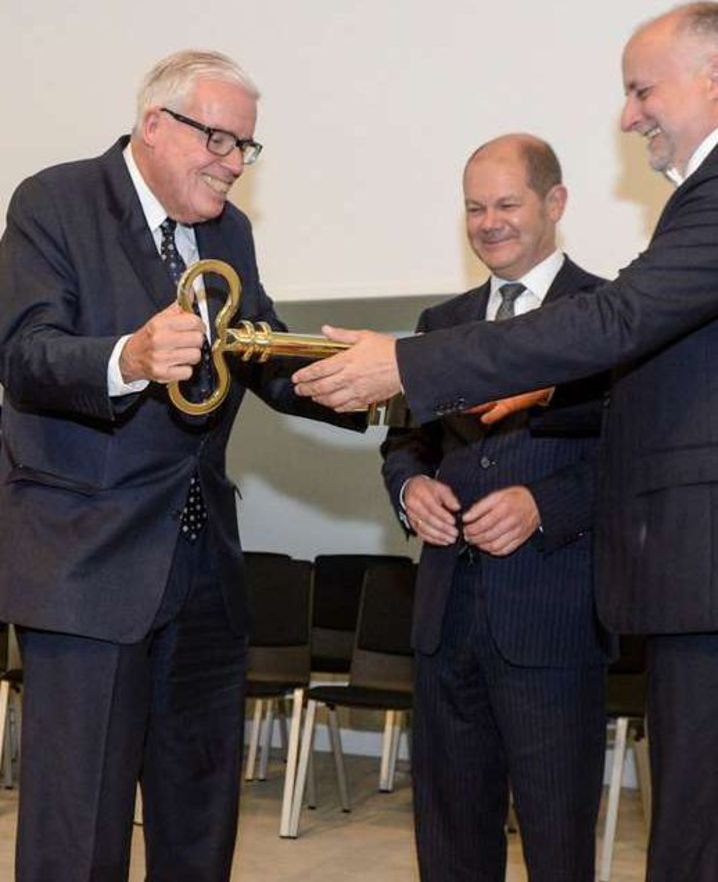
Klaus-Michael Kühne och Olaf Scholz.

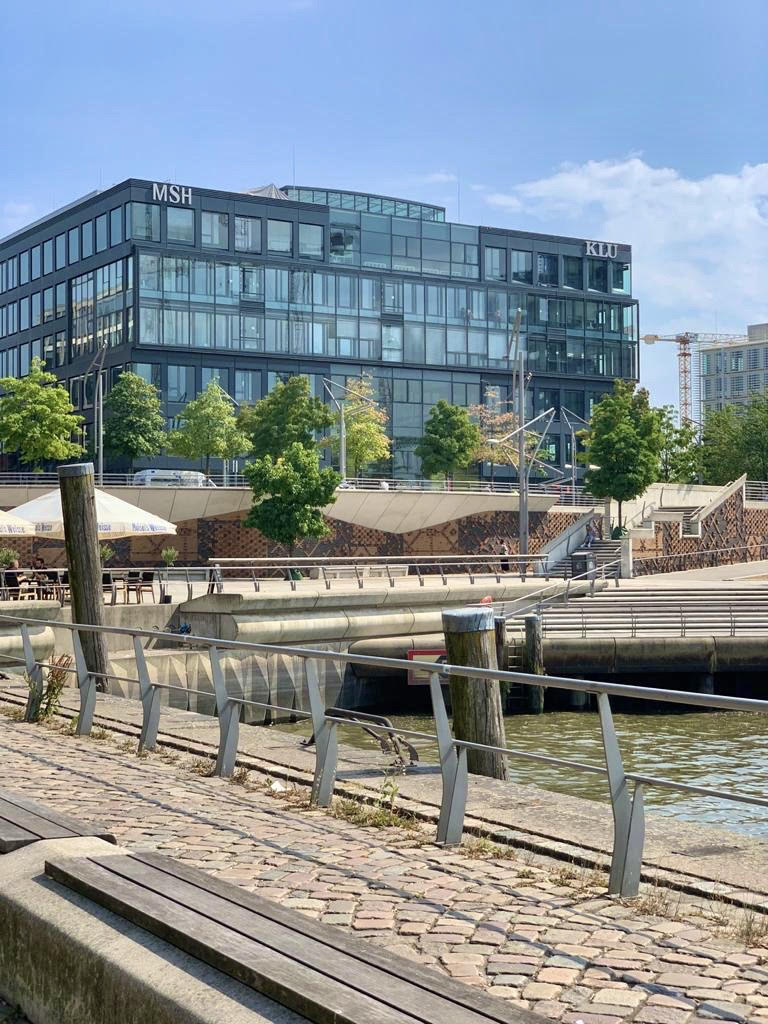

KLU grundades 2010 av Klaus-Michael Kühne och hans stiftelse, Kühne Foundation, som är baserad i Schindellegi, Schweiz. År 2013 invigdes universitetets campus i Hamburgs HafenCity av Hamburgs tidigare borgmästare och Tysklands nuvarande förbundskansler Olaf Scholz. Tillsammans med INSEAD öppnade KLU sitt humanitära logistikcenter 2016. År 2021 utsågs KLU till världens bästa universitet av Studyportals. KLU planerar att öppna flera campus i Asien, Latinamerika och Afrika.

## Rankning
Alla KLU:s kurser är ackrediterade av Foundation for International Business Administration Accreditation (FIBAA). Baserat enbart på studentbetyg belönades KLU med Global Student Satisfaction Award från Studyportals 2021.

## Partneruniversitet
- Audencia Business School
- Chalmers tekniska högskola
- EM Strasbourg Business School
- Erasmusuniversitetet i Rotterdam
- Katholieke Universiteit Leuven
- Reykjavíks universitet
- Universitetet i Stellenbosch

## Ordförande
- Wolfgang Peiner (2010–2012)[4]
- Thomas Strothotte (2013–2022)[5]
- Andreas Kaplan (sedan 2023)[6]